# Agrotis fatidica
Agrotis fatidica ist ein Schmetterling (Nachtfalter) aus der Familie der Eulenfalter (Noctuidae).

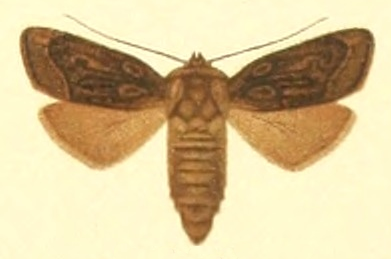
Weibchen

## Merkmale
Die Flügelspannweite der männlichen Falter beträgt 38 bis 46 Millimeter, diejenige der nahezu flugunfähigen Weibchen hingegen nur 24 bis 35 Millimeter. Die weiblichen Falter der norwegischen Population besitzen eine etwas größere Flügelspannweite und sind in der Lage kurze Strecken zu fliegen. Die Vorderflügelgrundfarbe der Männchen variiert von hellbraun über gelbgrau bis dunkelbraun. Ring- und Nierenmakel sind meist auffallend hell. Besonders markant sind breite, helle Streifen, die die Adern umschließen und die insbesondere im Saumfeld deutlich hervortreten. Markant sind auch die weißgrauen oder ockerfarben Hinterflügel. Die kurzflügeligen Weibchen haben eine wesentlich dunklere Grundfärbung, meist nur angedeutete Ring- und Nierenmakel, undeutliche Adern, ein noch weiter verdunkeltes Mittelfeld und dunkelbraune Hinterflügel. Fast schwarze Weibchen werden als f. monedula Dnhl. bezeichnet. Die Fühler der Männchen sind gezähnt (bipektinat), die der Weibchen fadenförmig (filiform).
Das grauweiße Ei besitzt eine stark berippte Oberfläche. Die Raupe ist von bräunlich grauer Farbe und hat eine undeutliche dunkle Rückenlinie, viele kleine schwarze Punkte sowie einen rotbraunen Kopf. Die Puppe ist rotbraun; auf dem Kremaster sitzen zwei Dornen.

### Ähnliche Arten
Eine ähnliche Art ist die nur lokal in Norwegen nachgewiesene Agrotis luehri (Mentzer & Moberg, 1987). Beide Arten lassen sich anhand der unterschiedlichen Fühler unterscheiden, wobei die vorderen Kammzähne bei den Männchen von luehri kürzer und die fadenförmigen Fühler der Weibchen bei fatidica breiter sind.

## Geographische Verbreitung und Lebensraum
Agrotis fatidica ist in Europa nur in gebirgigen oder bergigen Gebieten meist zwischen 1800 und 3000 Metern anzutreffen, so im Alpenraum, den Pyrenäen, Korsika, dem Apennin und dem Balkan.  Bei wesentlich niedrigeren Fundorten liegt die Vermutung nahe, dass die Falter durch Fallwinde dorthin getragen wurden. In Süd-Norwegen findet man sie in Höhen zwischen 750 und 1200 Metern. Die weitere Verbreitung erstreckt sich außerdem vom Kaukasus, Teilen Sibiriens, dem Altai sowie der Mongolei bis nach China. Sie kommt bevorzugt im Hochgebirge auf Magerwiesen vor.

## Lebensweise
Agrotis fatidica bildet eine Generation pro Jahr, deren Falter von Juli bis September fliegen. Die Falter sind tag- und nachtaktiv und saugen gerne an verschiedenen Blüten. Sie kommen an den Köder und fliegen künstliche Lichtquellen an. Die kurzflügeligen Weibchen können tagsüber gelegentlich in der Vegetation kriechend beobachtet werden. Sie legen die Eier in Gruppen ab. Die Raupen ernähren sich von verschiedenen Gräsern, fressen meist nachts und verstecken sich am Tage unter Steinen.